# Glypta mainensis
Glypta mainensis là một loài tò vò trong họ Ichneumonidae.